# Episodi di South Park (diciottesima stagione)
La diciottesima stagione della serie animata South Park, composta da 10 episodi, è stata trasmessa negli Stati Uniti su Comedy Central dal 24 settembre al 10 dicembre 2014.
L'edizione italiana è stata trasmessa dal 2 ottobre al 18 dicembre 2014 su Comedy Central.
| nº | Titolo originale    | Titolo italiano          | Prima TV USA      | Prima TV Italia  |
| -- | ------------------- | ------------------------ | ----------------- | ---------------- |
| 1  | Go Fund Yourself    | Vai a farti...finanziare | 24 settembre 2014 | 2 ottobre 2014   |
| 2  | Gluten Free Ebola   | Ebola senza glutine      | 1º ottobre 2014   | 9 ottobre 2014   |
| 3  | The Cissy           | La femminuccia           | 8 ottobre 2014    | 16 ottobre 2014  |
| 4  | Handicar            | Handicar                 | 15 ottobre 2014   | 23 ottobre 2014  |
| 5  | The Magic Bush      | Il cespuglio magico      | 29 ottobre 2014   | 6 novembre 2014  |
| 6  | Freemium Isn't Free | Freemium non è gratis    | 5 novembre 2014   | 13 novembre 2014 |
| 7  | Grounded Vindaloop  | Castigo virtuale         | 12 novembre 2014  | 20 novembre 2014 |
| 8  | Cock Magic          | Il gallo magico          | 19 novembre 2014  | 27 novembre 2014 |
| 9  | #REHASH             | #Commenti                | 3 dicembre 2014   | 11 dicembre 2014 |
| 10 | #HappyHolograms     | #FeliceOlogramma         | 10 dicembre 2014  | 18 dicembre 2014 |

## Vai a farti...finanziare
- Titolo originale: Go Fund Yourself

### Trama
Cartman, Stan, Kyle, Kenny e Butters fondano una start-up per arricchirsi con il crowdfunding attraverso il sito Kickstarter per non dover fare più nulla nella vita e vivere in totale cazzeggio. Cartman scopre che, per via di un problema legale, è stato ritirato il marchio della squadra di football americano "Washington Redskins" e che quindi se ne può usare sia il nome che il logo: la startup dei ragazzi viene così chiamata proprio "Washington Redskins" e comincia ad essere uno dei progetti più finanziati su Kickstarter. Sembra andare tutto per il meglio ma i ragazzi dovranno fare i conti con un presidente della NFL ed il solito ipervolubile popolo americano.
La scena in cui il presidente dei Redskins piange una lacrima guardando verso la videocamera è una parodia della famosa pubblicità degli anni 1970 Keep America Beautiful, con "L'Indiano che piange". Per far girare la testa del presidente verso lo schermo in un modo simile a quello della campagna pubblicitaria, gli animatori hanno dovuto fare diverse prove con una serie di pose speciali.
- Ascolti USA: telespettatori 2.402.000 – rating/share 18-49 anni.[3]

## Ebola senza glutine
- Titolo originale: Gluten Free Ebola

### Trama
Mr. Mackey predica su quanto si stia meglio ad alimentarsi senza glutine. I ragazzi si convincono e South Park diventa così la prima città americana senza glutine! Nel frattempo i quattro ragazzi tornano a scuola e non sono più visti di buon occhio in seguito ai fatti successi nello scorso episodio e Stan ha dei problemi con la sua ragazza, Wendy Testaburger. I ragazzi, allora, decidono di fare una festa con la scusa di beneficenza a favore di Scott Malkinson, il quale è diabetico. Alla fine dell'episodio, tutto si conclude per il meglio: Stan torna nuovamente assieme a Wendy mentre in città capiscono che non era il glutine ad essere dannoso.
- Ascolti USA: telespettatori 2.237.000 – rating/share 18-49 anni.[4]

## La femminuccia
- Titolo originale: The Cissy

### Trama
Cartman si dichiara "transensuale" e cerca di entrare nel bagno delle ragazze. Nel frattempo un giornalista cerca di trovare delle risposte dalla cantante Lorde, che in realtà è Randy Marsh sotto mentite spoglie.
- Guest star: Sia (parte cantata di Lorde).
- Ascolti USA: telespettatori 2.021.000 – rating/share 18-49 anni.[5]

## Handycar

### Trama
Timmy lancia una nuova attività di ride-sharing chiamata Handicar e nel frattempo si fa molti nemici. Mentre i tassisti e le auto elettriche combattono tutti contro Timmy per il mercato, sembra che il futuro dei trasporti dovrà essere deciso dal Wacky Races.

## Il cespuglio magico
- Titolo originale: The Magic Bush

### Trama
Cartman e Butters mettono le mani su un drone e colgono la madre di Craig completamente nuda. Il video risultante diventa presto virale. I genitori si uniscono per formare una guardia di quartiere con l'aiuto dei droni. Il padre di Butters lotta con la spaventosa idea che il suo drone sia infestato.

## Freemium non è gratis
- Titolo originale: Freemium Isn't Free

### Trama
Stan è dipendente dal nuovo gioco per cellulare di Trombino e Pompadour. Preoccupati per il disonesto modello di business "freemium" del loro gioco, Trombino e Pompadour affrontano il dipartimento canadese dei giochi per cellulari.
- Ascolti USA: telespettatori 1.700.000 – rating/share 18-49 anni.[6]

## Castigo virtuale
- Titolo originale: Grounded Vindaloop

### Trama
Cartman convince Butters che stiano vivendo in un mondo virtuale, ma Butters semina il caos a casa e in tutto South Park.
- Guest star: Bill Hader (Steve)

## Il gallo magico
- Titolo originale: Cock Magic

### Trama
Le abilità di Kenny in Magic: l'Adunanza gli valgono l'ammirazione dei ragazzi finché non scoprono un combattimenti di galli tramite Magic in corso nel seminterrato di City Wok. Mentre la polizia di South Park cerca di fermare questo sport illegale, Randy rivela il suo personale tipo di "magia del gallo".
- Guest star: Peter Serafinowicz (commentatore)

## #Commenti
- Titolo originale: #REHASH

### Trama
Kyle pensa che lui e Ike dovrebbero legare, ma Ike e i suoi amici preferiscono guardare i commenti online di qualcun altro. Mentre Kyle teme di essere diventato nonno, Cartman trae vantaggio creando un nuovo personaggio online.
- Guest star: PewDiePie (se stesso)

## #FeliceOlogramma
- Titolo originale: #HappyHolograms

### Trama
Kyle convince le persone a seguire la sua campagna e crea lo spettacolo televisivo natalizio più stravagante di sempre. Ma con i molteplici ologrammi in circolazione e Cartman in tendenza, ci vuole di più perché Kyle possa riconnettersi con il suo fratellino.
- Guest star: PewDiePie (se stesso), Bill Hader (Steve)